# Ipotești (gmina w okręgu Aluta)
Ipotești – gmina w Rumunii, w okręgu Aluta. Obejmuje tylko jedną miejscowość Ipotești. W 2011 roku liczyła 1441 mieszkańców.